# Korkeasaari (ö i Finland, Södra Österbotten, Järviseutu, lat 63,40, long 23,54)
Korkeasaari är en ö i Finland. Den ligger i sjön Evijärvi och i kommunen Evijärvi i den ekonomiska regionen  Järviseutu ekonomiska region  och landskapet Södra Österbotten, i den centrala delen av landet, 400 km norr om huvudstaden Helsingfors. Öns area är 0,4 hektar och dess största längd är 90 meter i sydväst-nordöstlig riktning.